# 자바 컴파일러
자바 컴파일러(Java compiler)는 프로그래밍 언어 자바를 위한 컴파일러이다. 자바 컴파일러의 가장 흔한 형태의 출력은 플랫폼 중립의 자바 바이트코드를 담고있는 자바 클래스 파일이다. 그러나 특정 하드웨어/운영체제 조합(특히 지금은 개발이 중단된 GCJ/GNU Compiler for Java)에 최적화된 네이티브 기계어를 출력하는 컴파일러도 존재한다.
대부분의 자바 대 바이트코드 컴파일러들은 실질적으로 최적화가 없으므로 이를 자바 가상 머신(JVM)에 의한 런타임이 완료될 때까지 남겨둔다.
JVM은 클래스 파일을 로드한 다음 바이트코드를 해석하거나 JIT로 기계어로 컴파일한 다음에 가능한 동적 컴파일을 사용하여 최적화시킨다.
자바 컴파일러와 프로그래밍적으로 통신하는 방법에 관한 표준은 자바 커뮤니티 프로세스(JSR) 199에 규정되었다.

## 같이 보기
- Javac - 오라클의 자바 개발 키트(JDK)의 표준 자바 컴파일러